# Großer Preis von Belgien 2025
Der Große Preis von Belgien 2025 (offiziell Formula 1 Moët & Chandon Belgian Grand Prix 2025) fand am 27. Juli auf dem Circuit de Spa-Francorchamps in Spa statt und war das 13. Rennen der Formel-1-Weltmeisterschaft 2025.

## Bericht

### Hintergründe
Nach dem Großen Preis von Großbritannien führt Oscar Piastri in der Fahrerwertung mit acht Punkten vor Lando Norris und mit 69 Punkten vor Max Verstappen. In der Konstrukteurswertung führt McLaren mit 238 Punkten vor Ferrari und mit 250 Punkten vor Mercedes.
Im Vorfeld des Grand Prix trennte sich Red Bull Racing von Teamchef Christian Horner. Laurent Mekies, zuvor bei den Racing Bulls als Teamchef unter Vertrag, wurde dessen Nachfolger. Bei den Racing Bulls wurde im Zuge dessen Alan Permane zum neuen Teamchef befördert.
Beim Großen Preis von Belgien stellt Pirelli den Teams die Reifenmischungen C1 Hard (weiß), C3 Medium (gelb) und C4 Soft (rot) sowie Cinturato Intermediates (grün) und Cinturato Full-Wets (blau) für nasse Bedingungen zur Verfügung.
Bei diesem Grand Prix befindet sich auf der T-Cam über der Airbox jedes Boliden zusätzlich das offizielle Drei-Buchstaben-Kürzel des jeweiligen Fahrers. Hierbei handelt es sich um einen Test, um es Zuschauern einfacher zu machen, die Fahrer beim Fahren zu erkennen.
Im Rahmen des Rennwochenendes soll der dritte Sprint der Saison stattfinden.
Yūki Tsunoda bestreitet voraussichtlich seinen 100. Grand Prix.
Verstappen (neun), Oliver Bearman (acht), Piastri, Liam Lawson (jeweils sechs), Tsunoda, Lance Stroll (jeweils fünf), Norris, Franco Colapinto (jeweils drei), Andrea Kimi Antonelli, Nico Hülkenberg, Carlos Sainz jr., Alexander Albon (jeweils zwei) und George Russell (einer) gehen mit Strafpunkten ins Rennwochenende.
Mit Lewis Hamilton (fünfmal), Verstappen (dreimal) und Charles Leclerc (einmal) treten voraussichtlich drei ehemalige Sieger zu diesem Grand Prix an.
Als Rennkommissare für dieses Rennwochenende fungierten Garry Connelly (AUS), Felix Holter (DEU), Vitantonio Liuzzi (ITA) und Loïc Bacquelaine (BEL).

## WM-Stände vor dem Rennen
Die ersten zehn des Rennens bekommen 25, 18, 15, 12, 10, 8, 6, 4, 2 bzw. 1 Punkt(e).

### Fahrerwertung
| Pos. | Fahrer                | Konstrukteur               | Punkte |
| ---- | --------------------- | -------------------------- | ------ |
| 01   | Oscar Piastri         | McLaren-Mercedes           | 234    |
| 02   | Lando Norris          | McLaren-Mercedes           | 226    |
| 03   | Max Verstappen        | Red Bull Racing-Honda RBPT | 165    |
| 04   | George Russell        | Mercedes                   | 147    |
| 05   | Charles Leclerc       | Ferrari                    | 119    |
| 06   | Lewis Hamilton        | Ferrari                    | 103    |
| 07   | Andrea Kimi Antonelli | Mercedes                   | 63     |
| 08   | Alexander Albon       | Williams-Mercedes          | 46     |
| 09   | Nico Hülkenberg       | Kick Sauber-Ferrari        | 37     |
| 10   | Esteban Ocon          | Haas-Ferrari               | 23     |
| 11   | Isack Hadjar          | Racing Bulls-Honda RBPT    | 21     |

| Pos. | Fahrer            | Konstrukteur                                       | Punkte |
| ---- | ----------------- | -------------------------------------------------- | ------ |
| 12   | Lance Stroll      | Aston Martin Aramco-Mercedes                       | 20     |
| 13   | Pierre Gasly      | Alpine-Renault                                     | 19     |
| 14   | Fernando Alonso   | Aston Martin Aramco-Mercedes                       | 16     |
| 15   | Carlos Sainz jr.  | Williams-Mercedes                                  | 13     |
| 16   | Liam Lawson       | Racing Bulls-Honda RBPT/Red Bull Racing-Honda RBPT | 12     |
| 17   | Yūki Tsunoda      | Red Bull Racing-Honda RBPT/Racing Bulls-Honda RBPT | 10     |
| 18   | Oliver Bearman    | Haas-Ferrari                                       | 6      |
| 19   | Gabriel Bortoleto | Kick Sauber-Ferrari                                | 4      |
| 20   | Franco Colapinto  | Alpine-Renault                                     | 0      |
| 21   | Jack Doohan       | Alpine-Renault                                     | 0      |

### Konstrukteurswertung
| Pos. | Konstrukteur               | Punkte |
| ---- | -------------------------- | ------ |
| 01   | McLaren-Mercedes           | 460    |
| 02   | Ferrari                    | 222    |
| 03   | Mercedes                   | 210    |
| 04   | Red Bull Racing-Honda RBPT | 172    |
| 05   | Williams-Mercedes          | 59     |

| Pos. | Konstrukteur                 | Punkte |
| ---- | ---------------------------- | ------ |
| 06   | Kick Sauber-Ferrari          | 41     |
| 07   | Racing Bulls-Honda RBPT      | 36     |
| 08   | Aston Martin Aramco-Mercedes | 36     |
| 09   | Haas-Ferrari                 | 29     |
| 10   | Alpine-Renault               | 19     |

## Klassifikationen

### Sprint-Qualifying
| Pos.                                                                      | Fahrer                | Konstrukteur                 | SQ1      | SQ2      | SQ3      | Start |
| ------------------------------------------------------------------------- | --------------------- | ---------------------------- | -------- | -------- | -------- | ----- |
| 01                                                                        | Oscar Piastri         | McLaren-Mercedes             | 1:41.769 | 1:42.128 | 1:40.510 | 0     |
| 02                                                                        | Max Verstappen        | Red Bull Racing-Honda RBPT   | 1:42.043 | 1:41.583 | 1:40.987 | 0     |
| 03                                                                        | Lando Norris          | McLaren-Mercedes             | 1:42.068 | 1:41.412 | 1:41.128 | 0     |
| 04                                                                        | Charles Leclerc       | Ferrari                      | 1:42.763 | 1:41.786 | 1:41.278 | 0     |
| 05                                                                        | Esteban Ocon          | Haas-Ferrari                 | 1:42.822 | 1:41.801 | 1:41.565 |       |
| 06                                                                        | Carlos Sainz jr.      | Williams-Mercedes            | 1:42.776 | 1:42.051 | 1:41.761 |       |
| 07                                                                        | Oliver Bearman        | Haas-Ferrari                 | 1:43.024 | 1:42.019 | 1:41.857 |       |
| 08                                                                        | Pierre Gasly          | Alpine-Renault               | 1:43.171 | 1:41.949 | 1:41.959 |       |
| 09                                                                        | Isack Hadjar          | Racing Bulls-Honda RBPT      | 1:42.711 | 1:42.088 | 1:41.971 | 0     |
| 10                                                                        | Gabriel Bortoleto     | Kick Sauber-Ferrari          | 1:42.806 | 1:41.901 | 1:42.176 |       |
| 11                                                                        | Liam Lawson           | Racing Bulls-Honda RBPT      | 1:42.897 | 1:42.169 | –        |       |
| 12                                                                        | Yūki Tsunoda          | Red Bull Racing-Honda RBPT   | 1:42.912 | 1:42.184 | –        |       |
| 13                                                                        | George Russell        | Mercedes                     | 1:42.650 | 1:42.330 | –        | 0     |
| 14                                                                        | Fernando Alonso       | Aston Martin Aramco-Mercedes | 1:42.427 | 1:42.453 | –        |       |
| 15                                                                        | Lance Stroll          | Aston Martin Aramco-Mercedes | 1:42.736 | 1:42.832 | –        |       |
| 16                                                                        | Alexander Albon       | Williams-Mercedes            | 1:43.212 | –        | –        |       |
| 17                                                                        | Nico Hülkenberg       | Kick Sauber-Ferrari          | 1:43.217 | –        | –        |       |
| 18                                                                        | Lewis Hamilton        | Ferrari                      | 1:43.408 | –        | –        | 0     |
| 19                                                                        | Franco Colapinto      | Alpine-Renault               | 1:29,171 | –        | –        |       |
| 20                                                                        | Andrea Kimi Antonelli | Mercedes                     | 1:45.394 | –        | –        | 0     |
| 107-Prozent-Zeit: 1:xx,xxx min (bezogen auf Q1-Bestzeit von 1:xx,xxx min) |                       |                              |          |          |          |       |

Anmerkungen

### Sprint
| Pos. | Fahrer                | Konstrukteur                 | Runden | Stopps | Zeit      | Start |
| ---- | --------------------- | ---------------------------- | ------ | ------ | --------- | ----- |
| 01   | Max Verstappen        | Red Bull Racing-Honda RBPT   | 15     |        | 26:37.997 | 02    |
| 02   | Oscar Piastri         | McLaren-Mercedes             | 15     |        | 26:38.750 | 01    |
| 03   | Lando Norris          | McLaren-Mercedes             | 15     |        | 26:39.411 | 03    |
| 04   | Charles Leclerc       | Ferrari                      | 15     |        | 26:48.173 | 04    |
| 05   | Esteban Ocon          | Haas-Ferrari                 | 15     |        | 26:51.786 | 05    |
| 06   | Carlos Sainz jr.      | Williams-Mercedes            | 15     |        | 26:52.961 | 0     |
| 07   | Oliver Bearman        | Haas-Ferrari                 | 15     |        | 26:56.607 | 7     |
| 08   | Isack Hadjar          | Racing Bulls-Honda RBPT      | 15     |        | 26:57.116 | 9     |
| 9    | Gabriel Bortoleto     | Kick Sauber-Ferrari          | 15     |        | 27:00.180 | 10    |
| 010  | Liam Lawson           | Racing Bulls-Honda RBPT      | 15     |        | 27:00.894 | 11    |
| 11   | Yūki Tsunoda          | Red Bull Racing-Honda RBPT   | 15     |        | 27:02.548 | 12    |
| 12   | George Russell        | Mercedes                     | 15     |        | 27:03.966 | 013   |
| 13   | Lance Stroll          | Aston Martin Aramco-Mercedes | 15     |        | 27:04.592 | 15    |
| 14   | Fernando Alonso       | Aston Martin Aramco-Mercedes | 15     |        | 27:07.043 | 14    |
| 15   | Lewis Hamilton        | Ferrari                      | 15     |        | 27:08.172 | 18    |
| 16   | Alexander Albon       | Williams-Mercedes            | 15     |        | 27:08.938 | 016   |
| 17   | Andrea Kimi Antonelli | Mercedes                     | 15     |        | 27:09.978 | 019   |
| 18   | Nico Hülkenberg       | Kick Sauber-Ferrari          | 15     |        | 27:10.864 | 17    |
| 019  | Franco Colapinto      | Alpine-Renault               | 15     |        | 27:16.069 | 20    |
| 020  | Pierre Gasly          | Alpine-Renault               | 12     |        | DNF       | 8     |

### Rennen
| Pos.                                               | Fahrer                | Konstrukteur                 | Runden | Stopps | Zeit      | Start | Schnellste Runde |
| -------------------------------------------------- | --------------------- | ---------------------------- | ------ | ------ | --------- | ----- | ---------------- |
| 01                                                 | Oscar Piastri         | McLaren-Mercedes             | 44     | 2      |           | 02    | x:xx,xxx (xx.)   |
| 02                                                 | Lando Norris          | McLaren-Mercedes             | 44     | 1      | +0,336    | 01    | (.)              |
| 03                                                 | Charles Leclerc       | Ferrari                      | 44     | 1      | + 20,185  | 03    | (.)              |
| 04                                                 | Max Verstappen        | Red Bull Racing-Honda RBPT   | 44     | 1      | +21,731   | 04    | (.)              |
| 05                                                 | George Russell        | Mercedes                     | 44     | 1      | +34,863   | 06    | (.)              |
| 06                                                 | Alexander Albon       | Williams-Mercedes            | 44     | 1      | +39,926   | 05    | (.)              |
| 7                                                  | Lewis Hamilton        | Ferrari                      | 44     | 1      | +40,679   | Box   | (.)              |
| 08                                                 | Liam Lawson           | Racing Bulls-Honda RBPT      | 44     | 1      | +52,033   | 9     | (.)              |
| 9                                                  | Gabriel Bortoleto     | Kick Sauber-Ferrari          | 44     | 1      | +56,434   | 10    | (.)              |
| 10                                                 | Pierre Gasly          | Alpine-Renault               | 44     | 1      | +1.12,714 | 13    | (.)              |
| 11                                                 | Oliver Bearman        | Haas-Ferrari                 | 44     | 1      | +1.13,145 | 12    | (.)              |
| 12                                                 | Nico Hülkenberg       | Kick Sauber-Ferrari          | 44     | 2      | +1.13,628 | 14    | (.)              |
| 013                                                | Yūki Tsunoda          | Red Bull Racing-Honda RBPT   | 44     | 1      | +1.15,395 | 7     | (.)              |
| 14                                                 | Lance Stroll          | Aston Martin Aramco-Mercedes | 44     | 1      | +1.19,831 | 16    | (.)              |
| 15                                                 | Esteban Ocon          | Haas-Ferrari                 | 44     | 1      | +1.26,063 | 011   | (.)              |
| 016                                                | Andrea Kimi Antonelli | Mercedes                     | 44     | 2      | +1.26,721 | 0Box  | (.)              |
| 017                                                | Fernando Alonso       | Aston Martin Aramco-Mercedes | 44     | 2      | +1.27,924 | Box   | (.)              |
| 18                                                 | Carlos Sainz jr.      | Williams-Mercedes            | 44     | 2      | +1.32,024 | 0Box  | (.)              |
| 19                                                 | Franco Colapinto      | Alpine-Renault               | 44     | 2      | +1.35,250 | 15    | (.)              |
| 020                                                | Isack Hadjar          | Racing Bulls-Honda RBPT      | 43     | 2      | +1        | 8     | (.)              |
| Fahrer des Tages: (20,7 % der abgegebenen Stimmen) |                       |                              |        |        |           |       |                  |

Anmerkungen